# Cele 28 de puncte fundamentale de credință ale doctrinei adventiste
Cele 28 puncte fundamentale de credință ale adventiștilor de ziua a șaptea.

## Sfintele Scripturi
Sfintele Scripturi, Vechiul și Noul Testament, constituie Cuvântul scris al lui Dumnezeu, dat prin inspirație divină, prin mijlocirea oamenilor sfinți ai lui Dumnezeu, care au vorbit și au scris când erau conduși de Duhul Sfânt. În acest Cuvânt, Dumnezeu a încredințat omului cunoștința necesară pentru mântuire. Sfintele Scripturi sunt descoperirea infailibilă a voinței Sale. Ele sunt standardul caracterului, testul experienței, descoperirea cu autoritate a doctrinelor și raportul demn de încredere al acțiunilor lui Dumnezeu în istorie (2 Petru 1,20.21; 2 Timotei 3,16.17; Psalm119,105; Proverbe 30,5.6; Isaia 8,20; Ioan 17,17; 1 Tesaloniceni 2,13; Evrei 4,12).

## Trinitatea
Există un singur Dumnezeu: Tatăl, Fiul și Duhul Sfânt, o unitate de trei Persoane veșnice. Dumnezeu este nemuritor, atotputernic, atotștiutor, mai presus de toate și omniprezent. El este infinit și dincolo de înțelegerea omenească, totuși cunoscut în măsura în care El Se revelează. El este pentru veșnicie vrednic de închinare, adorare și slujire din partea întregii creațiuni (Deuteronom 6,4; Matei 28,19; 2 Corinteni 13,14; Efeseni 4,4-6; 1 Petru 1,2; 1 Timotei 1,17; Apocalipsa 14,7.15

## Tatăl
Dumnezeu Tatăl cel veșnic este Creatorul, Izvorul, Susținătorul și Suveranul întregii creațiuni. El este drept și sfânt, plin de milă și har, încet la mânie și bogat în dragoste statornică și în credincioșie. Toate atributele și puterile descoperite în Fiul și în Duhul Sfânt sunt de asemenea, reprezentări ale Tatălui (Geneza 1,1; Apocalipsa 4,11; 1 Corinteni 15,28; Ioan 3,16; 1 Ioan 4,8; 1 Timotei 1,17; Exod 34,6.7; Ioan 14,9).

## Fiul
Dumnezeu Fiul cel veșnic S-a întrupat în Isus Hristos. Prin El au fost create toate lucrurile și prin El este descoperit caracterul lui Dumnezeu. El este Mântuitorul și Judecătorul lumii. Dumnezeu adevărat din veșnicii, El a devenit și Om adevărat, Isus Hristos. El a fost conceput prin Duhul Sfânt și născut din fecioara Maria. A trăit și a fost ispitit ca orice ființă omenească, dar a exemplificat în mod desăvârșit neprihănirea și dragostea lui Dumnezeu. Prin minunile Sale, El a manifestat puterea lui Dumnezeu și a dovedit că este Mesia, Cel făgăduit de Dumnezeu. A suferit și a murit de bună voie pe cruce pentru păcatele noastre și în locul nostru, a înviat din morți și S-a înălțat la ceruri, ca să mijlocească în Sanctuarul ceresc pentru noi. Isus va reveni în slavă pentru eliberarea finală a poporului Său și restatornicirea tuturor lucrurilor (Ioan 1,1-3.14; Coloseni 1,15-19; Ioan 10,30; 14,9; Romani 6,23; 2 Corinteni 5,17-19; Ioan 5,22; Luca 1,35; Filipeni 2,5-11; Evrei 2,9-18; 1 Corinteni 15,3.4; Evrei 8,1.2; Ioan 14,1-3).

## Duhul Sfânt
Dumnezeu Duhul cel veșnic a luat parte activă împreună cu Tatăl și cu Fiul la creațiune, la întrupare și la răscumpărare. El este Cel care a inspirat scriitorii Bibliei. El a umplut cu putere viata lui Hristos. El atrage și convinge ființele omenești, iar pe aceia care răspund îi înnoiește și îi transformă după chipul lui Dumnezeu. Trimis de Tatăl și de Fiul pentru a fi totdeauna alături de copiii Lui, El oferă daruri spirituale bisericii, o împuternicește să dea mărturie despre Hristos si, în armonie cu Biblia, o conduce în tot adevărul (Geneza 1,1.2; Luca 1,35; 4,18; Faptele apostolilor 10,38; 2 Petru 1,21; 2 Corinteni 3,18; Efeseni 4,11.12; Faptele Apostolilor 1,8; Ioan 14,16-18.26; 15,26.27; 16,7-13).

## Creațiunea
Dumnezeu este Creatorul tuturor lucrurilor și a descoperit în Sfintele Scripturi raportul autentic al activității Sale creatoare. În sase zile, Domnul a făcut —cerul și pământul, toate ființele vii care sunt pe pământ, iar în ziua a șaptea a acelei prime săptămâni S-a odihnit. Astfel, El a înființat Sabatul zilei a șaptea ca memorial veșnic al încheierii activității Sale creatoare. Primul bărbat și prima femeie au fost făcuți după chipul lui Dumnezeu, ca încoronare a lucrării de creațiune. Li s-a dat stăpânire asupra lumii și răspunderea de a avea grijă de ea. Când lucrarea creațiunii a fost încheiată, lumea era foarte bună, proclamând gloria lui Dumnezeu (Geneza 1,2; Exod 20,8-11; Psalm 19,1-6; 33,6.9; 104; Evrei 11,3).

## Natura omului
Omul a fost creat după chipul lui Dumnezeu cu individualitate, putere și libertate de a gândi și a acționa. Fiecare este o unitate indivizibilă a trupului, mintii și sufletului. Deși creat ca ființă liberă, el este dependent de Dumnezeu în ce privește viata, suflarea și toate celelalte. Când primii noștri părinți n-au ascultat de Dumnezeu, ei au tăgăduit, de fapt, dependenta lor de El și au pierdut poziția lor înaltă ca reprezentanți ai Săi. Chipul lui Dumnezeu din ei a fost denaturat și au ajuns supuși morții. Urmașii lor împărtășesc această natură decăzută și consecințele ei. Ei se nasc cu slăbiciuni și tendințe spre rău. Dar Dumnezeu, prin Hristos, a împăcat lumea cu Sine si, prin Duhul Său, reface în cei care se pocăiesc chipul Creatorului lor. Creați pentru gloria lui Dumnezeu, ei sunt chemați să-L iubească, să se iubească unii pe alții și să aibă grijă de mediul natural în care trăiesc (Geneza 1,26-28; 2, 7; Psalm 8,4-8; Faptele Apostolilor 17,24-28; Geneza 3; Psalm 51,5; Romani 5,12-17; 2 Corinteni 5,19.20; Psalm 51,10; 1 Ioan 4,7.8.11.20; Geneza 2,15).

## Marea lupta
Întreaga omenire este acum implicată într-o mare luptă între Hristos și Satana, cu privire la caracterul lui Dumnezeu, la Legea Sa și la suveranitatea Sa în univers. Acest conflict a început în ceruri, atunci când o ființă creată, înzestrată cu libertatea de alegere, prin înălțarea de sine a devenit Satana, vrăjmașul lui Dumnezeu, și a condus la răzvrătire o parte dintre îngeri. El a introdus spiritul răzvrătirii în lumea noastră, determinând pe Adam și pe Eva să păcătuiască. Păcatul omului a dus la distrugerea chipului lui Dumnezeu în omenire, la dezordine în lumea creată si, în cele din urmă, la distrugerea acesteia prin potopul care a cuprins întreaga omenire. Urmărită de întreaga creațiune, această lume a devenit scena conflictului universal, din care, în cele din urmă, Dumnezeul dragostei va fi îndreptățit. Pentru a ajuta pe poporul Său în acest conflict, Hristos trimite Spiritul Său cel Sfânt și îngeri credincioși să-l călăuzească, să-l apere și să-l susțină pe calea mântuirii (Apocalipsa 12,4-9; Isaia 14,12-14; Ezechiel 28,12-18; Geneza 3; Romani 1,19-32; 5,12-21; 8,19-22; Geneza 6-8; 2 Petru 3,6; 1 Corinteni 4,9; Evrei 1,14).

## Viata, moartea și învierea lui Hristos
Prin ascultarea desăvârșită a lui Hristos fată de voința lui Dumnezeu, prin suferințele, moartea și învierea Sa, Dumnezeu a oferit singurul mijloc de ispășire pentru păcatele omenirii. În acest fel, cei care, prin credință, acceptă ispășirea, pot avea viata veșnică, iar întreaga creațiune poate înțelege mai bine dragostea nemărginită și sfântă a Creatorului. Această ispășire desăvârșită apără dreptatea Legii lui Dumnezeu și caracterul Său plin de har, condamnând păcatul nostru, dar oferindu-ne iertare. Hristos a murit în locul nostru, aducându-ne ispășire, împăcare și transformare. Învierea lui Hristos proclamă triumful lui Dumnezeu asupra forțelor răului, iar celor ce acceptă ispășirea, le asigură biruința finală asupra păcatului și asupra morții. Ea declară domnia lui Isus Hristos, înaintea Căruia se va pleca orice genunchi în ceruri și pe pământ (Ioan 3,16; Isaia 53; 1 Petru 2,21.22; 1 Corinteni 15,3.4.20-22; 2 Corinteni 5,14.15.19-21; Romani 1,4; 3,25; 4,25; 8,34; 1 Ioan 2,2; 4,10; Coloseni 2,15; Filipeni 2,6-11).

## Experiența mântuirii
În nemărginita Sa dragoste și milă, Dumnezeu a făcut ca Hristos, care nu a cunoscut păcatul, să fie făcut păcat pentru noi, astfel ca, prin El, să putem fi neprihănirea lui Dumnezeu în El. Conduși de Spiritul Sfânt, noi ne recunoaștem păcătoșenia, ne pocăim de nelegiuirile noastre și credem în Isus ca Domn și Hristos, ca Înlocuitor și Exemplu al nostru. Această credință care primește mântuirea vine prin puterea divină a Cuvântului și este darul harului lui Dumnezeu. Prin Hristos, noi suntem îndreptățiți, adoptați ca fii și fiice ale lui Dumnezeu și eliberați de sub domnia păcatului. Prin Spiritul Sfânt, suntem născuți din nou și sfințiți; tot Duhul Sfânt este Acela care ne înnoiește mintea, scrie legea dragostei lui Dumnezeu inimă și ne dă putere să trăim o viată sfântă. Rămânând în El, ne împărtășim de natura divină și avem asigurarea mântuirii acum și în ziua judecății (2 Corinteni 5,17-21; Ioan 3,16; Galateni 1,4; 4,4-7; Tit 3,3-7; Ioan 16,8; Galateni 3,13.14; 1 Petru 2,21.22; Romani 10,17; Luca 17,5; Marcu 9,23.24; Efeseni 2,5-10; Romani 3,21-26; Coloseni 1,13.14; Romani 8,14-17; Galateni 3,26; Ioan 3,3-8; 1 Petru 1,23; Romani 12,2; Evrei 8,7-12; Ezechiel 36,25-27; 2 Petru 1,3.4; Romani 8,1-4; 5,6-10).

## Creșterea în Hristos
Prin moartea Sa pe cruce, Domnul Isus Hristos a triumfat asupra forțelor răului. Cel care a supus spiritele demonice in timpul slujirii Sale pământești, a înfrânt puterea lor și a făcut ca pedeapsa lor finala sa fie sigura. În timp ce umblam cu Domnul Isus in pace, bucurie și avem asigurarea iubirii Lui, biruința Sa ne da și noua biruința asupra forțelor răului, care caută în continuare sa obțină controlul asupra noastră. Dar Duhul Sfânt locuiește în noi și ne da putere. În timp ce ne consacram fără încetare lui Isus ca Mântuitor și Domn al nostru, suntem eliberați de povara faptelor noastre din trecut. Nu mai trăim în întuneric, nu ne mai temem de puterile răului, de neștiința și de lipsa de sens a vechiului nostru fel de viată. În aceasta noua libertate in Domnul Isus, suntem chemați sa creștem în asemănarea cu caracterul Sau, având comuniune zilnica cu El în rugăciune, hrănindu-ne din Cuvântul Sau, meditând asupra acestuia și a providenței divine, cântând pentru lauda Sa, adunându-ne pentru închinare și participând la misiunea Bisericii. În timp ce ne angajam in slujirea iubitoare a celor din jur și în mărturisirea mântuirii Sale, permanenta Sa prezenta cu noi prin Duhul Sfânt, va transforma fiecare clipa și fiecare activitate într-o experiența spirituala. (Ps. 1:1, 2; 23:4; 77:11, 12; Col. 1:13, 14; 2:6,14, 15; Luca 10:17-20; Ef. 5:19, 20; 6:12-18; 1 Tes. 5:23; 2 Petru 2:9; 3:18; 2 Cor. 3:17, 18; Fil. 3:7-14; 1 Tes. 5:16-18; Mat. 20:25-28; Ioan 20:21; Gal. 5:22-25; Rom. 8:38, 39; 1 Ioan 4:4; Evr. 10:25).

## Biserica
Biserica este comunitatea credincioșilor care cred și mărturisesc pe Isus Hristos ca Domn și Mântuitor. Ca urmași ai poporului lui Dumnezeu din Vechiul Testament, suntem chemați să ieșim din lume. Noi ne adunăm laolaltă pentru închinare, pentru părtășie, pentru instruire din Cuvântul lui Dumnezeu, pentru celebrarea Cinei Domnului, pentru slujirea întregii omeniri și pentru proclamarea Evangheliei în toată lumea. Biserica își primește autoritatea de la Hristos, care este Cuvântul întrupat, și din Sfintele Scripturi, care constituie Cuvântul scris al lui Dumnezeu. Biserica este familia lui Dumnezeu. Fiind adoptați ca fii ai Lui, membrii ei trăiesc în baza noului legământ. Biserica este trupul lui Hristos, o comunitate de credință, al cărei Cap este Însuși Hristos. Ea este mireasa pentru care a murit Hristos ca s-o sfințească și s-o curățească. La întoarcerea Lui triumfală, El o va recunoaște ca fiind biserica Sa glorioasă: cei credincioși din toate timpurile, răscumpărați prin sângele Său, fără pată sau zbârcitură, sfinți și fără prihană (Geneza 12,3; Faptele apostolilor 7,38; Efeseni 4,11-15; 3,8-11; Matei 28,19.20; 16,13-20; 18,18; Efeseni 2,19-22; 1,22.23; 5,23-27; Coloseni 1,17.18).

## Rămășita și misiunea ei
Biserica universală este compusă din toți cei care cred cu adevărat în Hristos. Dar, în ultimele zile ale istoriei planetei, când apostazia devine generală, Dumnezeu cheamă deoparte o rămășită care tine poruncile lui Dumnezeu și credința lui Isus. Ea anunță sosirea ceasului judecății, proclamă mântuirea prin Hristos și vestește apropierea celei de a doua veniri a Lui. Această proclamare este simbolizată de cei trei îngeri din Apocalips 14. Ea coincide cu judecata din ceruri și are ca rezultat o lucrare de pocăință și reformă pe pământ. Fiecare credincios este chemat să dea mărturie personală în această lucrare mondială (Apocalipsa 12,17; 14,6-12: 18,1-4; 2 Corinteni 5,10; Iuda 3,14; 1 Petru 1,16-19; 2 Petru 3,10-14; Apocalipsa 21,1-14).

## Unitatea trupului lui Hristos
Biserica este un corp de credincioși, compus din mulți membri, chemați din toate națiunile, neamurile, limbile și popoarele. În Hristos, noi suntem o nouă creațiune. Deosebirile de rasă, cultură, instruire și naționalitate, precum și diferențele dintre cei de sus și cei de jos, dintre bogați și săraci, dintre bărbați și femei nu trebuie să dea loc la dezbinări între noi. Toți suntem egali în Hristos care, printr-un singur Duh, ne-a legat în aceeași părtășie cu El și unul cu altul. Noi trebuie să slujim și să fim slujiți fără părtinire sau rezervă. Prin descoperirea lui Isus Hristos în Sfintele Scripturi, împărtășim aceeași credință și nădejde și dăm tuturor o mărturie unită. Această unitate își are izvorul în unitatea Treimii divine, care ne-a adoptat ca fii ai Săi (Romani 12,4.5; 1 Corinteni 12,12-14; Matei 28,19.20; Psalm 133,1; 2 Corinteni 5,16.17; Faptele apostolilor 17,26.27; Galateni 3,27.29; Coloseni 3,10-15; Efeseni 4,14-16; 4,1-6; Ioan 17,20-23).

## Botez
Prin botez, noi mărturisim credința noastră în moartea și învierea lui Isus Hristos și dăm mărturie privind moartea noastră fată de păcat și hotărârea de a umbla într-o viată nouă. Astfel, noi recunoaștem pe Hristos ca Domn și Mântuitor, devenim poporul Lui și suntem primiți ca membri de către biserica Sa. Botezul este un simbol al unirii noastre cu Hristos, al iertării păcatelor și al primirii Duhului Sfânt. Botezul este săvârșit prin scufundarea în apă și este condiționat de mărturisirea credinței în Isus și de dovada pocăinței. El trebuie să fie precedat de instruirea în adevărurile Sfintelor Scripturi și de primirea învățăturilor ei (Romani 6,1-6; Coloseni  2,12.13; Faptele apostolilor 16,30-33; 22,16; 2,38; Matei 28,19.20).

## Cina Domnului
Cina Domnului este împărtășirea cu simbolurile trupului și sângelui lui Hristos, ca expresie a credinței în El, Domnul și Mântuitorul nostru. În această experiență a comuniunii, Hristos este prezent pentru a Se întâlni cu poporul Său și a-l întări. Când ne împărtășim, noi proclamăm cu bucurie moartea Domnului, până va reveni El. Pregătirea pentru Cina Domnului cuprinde cercetarea de sine, pocăința și mărturisirea. Învățătorul a instituit serviciul spălării picioarelor, care înseamnă o reînnoire a curățirii, o expresie a bunăvoinței de a ne sluji unul altuia în umilință creștină și de a ne uni inimile în dragoste. Serviciul Cinei Domnului este deschis tuturor credincioșilor creștini (1 Corinteni 10,16.17; 11,23-30; Matei 26,17-30; Apocalipsa 3,20; Ioan 6,48-63; 13,1-17).

## Darurile spirituale și slujirea
Dumnezeu acordă tuturor membrilor bisericii Sale din toate vremurile daruri spirituale pe care fiecare membru urmează să le folosească pentru binele comun al bisericii și al omenirii, într-o slujire plină de iubire. Acordate prin mijlocirea Duhului Sfânt, care dă fiecăruia în parte după cum voiește, darurile aduc cu ele toate aptitudinile și capacitățile de slujire de care are nevoie biserica pentru a-si îndeplini funcțiile stabilite de Dumnezeu. Potrivit Scripturii, între aceste daruri se află: credința, vindecarea, profetizarea, propovăduirea, învățarea, administrarea, împăcarea, compasiunea, slujirea cu sacrificiu de sine și binefacerea pentru încurajarea și ajutarea semenilor. Unii membri sunt chemați de Dumnezeu și înzestrați de Duhul Sfânt pentru  îndeplinirea funcțiilor recunoscute de biserică, cum ar fi: lucrarea pastorală, evanghelistică, apostolică și de învățare. Ele sunt necesare în mod deosebit pentru pregătirea membrilor în vederea lucrării de slujire, pentru dezvoltarea bisericii în vederea atingerii maturității spirituale, cum și pentru promovarea unității credinței și a cunoașterii de Dumnezeu. Atunci când membrii folosesc aceste daruri spirituale ca administratori credincioși ai harului felurit al lui Dumnezeu, biserica este protejată de influentele distructive ale învățăturilor false, își primește creșterea de la Dumnezeu și se zidește în credință și dragoste (Romani 12,4-8; 1 Corinteni 12,9-11.27.28; Efeseni 4,8.11-16; Faptele apostolilor 6,1-7; 1 Timotei 3,1-13; 1 Petru 4,10.11).

## Darul profeției
Printre darurile Duhului Sfânt se află și profeția. Acest dar este un semn de identificare a bisericii rămășitei și s-a manifestat prin lucrarea Ellenei White. Scrierile acestui sol al lui Dumnezeu sunt un izvor continuu de adevăr învestit cu autoritate, adevăr care oferă bisericii mângâiere, călăuzire, instruire și îndreptare. Ele arată clar că Biblia este etalonul după care trebuie să fie verificată orice învățătură și experiență (Ioel 2,28.29; Faptele apostolilor 2,14-21; Evrei 1,1-3; Apocalipsa 12,17; 19,10).

## Legea lui Dumnezeu
Marile principii ale Legii lui Dumnezeu sunt cuprinse în Cele Zece Porunci și exemplificate în viata Domnului Hristos. Ele exprimă dragostea, voința și scopurile lui Dumnezeu cu privire la comportarea și relațiile umane și sunt obligatorii pentru toți oamenii din toate timpurile. Aceste precepte constituie baza legământului lui Dumnezeu cu poporul Său și etalonul judecății lui Dumnezeu. Prin intermediul Duhului Sfânt, ele scot în evidentă păcatul și trezesc simțământul nevoii după un Mântuitor. Mântuirea se realizează prin har și nu prin fapte, dar roada ei este ascultarea de porunci. Această ascultare dezvoltă caracterul creștin și are ca rezultat un simțământ al stării de bine. Ea constituie dovada dragostei noastre fată de Dumnezeu și a interesului pentru semenii noștri. Ascultarea care vine din credință demonstrează puterea Domnului Hristos de a transforma viata și întărește în acest fel mărturia creștină (Exod 20,1-17; Psalm 40,7.8; Matei 22,36-40; Deuteronom 28,1-14; Matei 5,17-20; Evrei 8,8-10; Ioan 15,7-10; Efeseni 2,8-10; 1 Ioan 5,3; Romani 8,3.4; Psalm 19,7-14).

## Sabatul
După cele sase zile ale creațiunii, Creatorul binefăcător S-a odihnit în ziua a șaptea și a instituit Sabatul pentru toți oamenii, ca memorial al creațiunii. Porunca a patra a Legii neschimbătoare a lui Dumnezeu cere păzirea Sabatului ca zi de odihnă, de închinare și de slujire, în armonie cu învățăturile și exemplul lui Isus, Domnul Sabatului. Sabatul este o zi de comuniune plăcută cu Dumnezeu și unii cu alții. Este un simbol al răscumpărării prin Hristos, un semn al sfințirii noastre, o dovadă a credincioșiei noastre și o pregustare a viitorului nostru veșnic în Împărăția lui Dumnezeu. Sabatul este semnul perpetuu al lui Dumnezeu, al legământului veșnic dintre El și poporul Său. Păzirea cu bucurie a acestui timp sfânt, de seara până seara, de la apus până la apus, este o celebrare a lucrării de creațiune și răscumpărare a lui Dumnezeu (Geneza 2,1-3; Exod 20,8-11; Luca 4,16; Isaia 56,5.6; 58,13.14; Matei 12,1-12; Exod 31,13-17; Ezechiel 20,12.20; Deuteronom 5,12-15; Evrei 4,1-11; Levitic 23,32; Marcu 1,32).

## Isprăvnicia
Noi suntem ispravnicii lui Dumnezeu, cărora ne-a încredințat timp și ocazii, capacități și bunuri, binecuvântările pământului și resursele lui. De aceea, suntem răspunzători fată de El pentru buna lor folosire. Noi recunoaștem drepturile de proprietar ale lui Dumnezeu, printr-o slujire plină de credincioșie fată de El și fată de semenii noștri, prin faptul că Îi înapoiem zecimea și dăm daruri pentru vestirea Evangheliei, pentru susținerea și dezvoltarea bisericii Sale. Isprăvnicia este un privilegiu pe care ni l-a dat Dumnezeu pentru a creste în dragoste și pentru a birui egoismul și lăcomia. Ispravnicul se bucură de binecuvântările care vin asupra altora, ca rezultat al credincioșiei sale (Geneza 1,26-28; 2,15; 1 Cronici 29,14; Hagai 1,3-11; Maleahi 3,8-12; 1 Corinteni 9,9-14; Matei 23,23; 2 Corinteni 8,1-15; Romani 15,26.27).

## Comportamentul creștin
Noi suntem chemați să fim un popor evlavios, care gândește, simte și acționează în armonie cu principiile cerului. Pentru ca Duhul lui Dumnezeu să refacă în noi caracterul Domnului nostru, trebuie să ne angajăm numai în acele lucruri care vor produce în viata noastră curăție, sănătate și bucurie. Aceasta înseamnă că plăcerile și distracțiile noastre trebuie să corespundă celor mai înalte standarde ale bunului-gust și frumuseții creștine. Deși recunoaștem deosebirile de cultură, îmbrăcămintea noastră trebuie să fie simplă, decentă și de bun gust, așa cum se potrivește acelora pentru care adevărata frumusețe nu constă în împodobirea exterioară, ci în podoaba nepieritoare a unui duh blând și liniștit. Aceasta mai înseamnă că, întrucât trupurile noastre sunt temple ale Duhului Sfânt, trebuie să avem grijă de ele într-un mod inteligent. Pe lângă mișcare fizică și odihnă corespunzătoare, trebuie să adoptăm cea mai sănătoasă dietă cu putință și să ne abținem de la alimentele necurate identificate în Scriptură. Pentru că băuturile alcoolice, tutunul, folosirea iresponsabilă a medicamentelor și a narcoticelor sunt dăunătoare corpului nostru, trebuie să ne abținem de la folosirea lor. În schimb, trebuie să ne angajăm în tot ceea ce ne aduce gândurile și trupul în ascultare de Hristos, care dorește să fim sănătoși, plini de bucurie și bunătate (Romani 12,1.2; 1 Ioan 2,6; Efeseni 5,1-21; Filipeni 4,8; 2 Corinteni10,5; 6,14-7,1; 1 Petru 3,1-4; 1 Corinteni 6,19; 10,31; Levitic 11,1-47; 3 Ioan 2).

## Căsătoria și familia
Căsătoria a fost instituită de Dumnezeu în Eden. Isus a declarat-o ca fiind unirea pentru toată viata dintre un bărbat și o femeie, într-o părtăsie plină de dragoste. Pentru creștin, căsătoria este un legământ atât fată de Dumnezeu, cât și fată de tovarășul de viată. De aceea, trebuie să fie încheiată numai între parteneri care împărtășesc aceeași credință. Această relație se întemeiază pe dragoste reciprocă, pe cinste, respect și responsabilitate și trebuie să reflecte dragostea, sfințenia, apropierea și permanenta relației dintre Hristos și biserica Sa. Cu privire la divorț, Isus a învățat că cel care se desparte de tovarășul său de viată din alte motive decât infidelitatea, căsătorindu-se cu altcineva, comite adulter. Deși unele relații de familie nu corespund idealului, soții care se dăruiesc unul altuia pe deplin în Hristos pot realiza o unitate plină de dragoste prin călăuzirea Duhului și pot contribui la dezvoltarea bisericii. Dumnezeu binecuvântează familia și dorește ca membrii ei să se ajute unul pe altul pentru a ajunge la maturitate. Părinții sunt datori să-si crească copiii în dragoste și ascultare de Dumnezeu. Prin exemplul și cuvintele lor, ei trebuie să-i învețe că Hristos disciplinează în mod iubitor, întotdeauna gingaș și atent, dorind ca ei să devină membri ai trupului Său, familia lui Dumnezeu. Legătura familială tot mai strânsă este unul dintre semnele distinctive ale soliei finale a Evangheliei (Geneza 2,18-25; Matei 19,3-9; Ioan 2,1-11; 2 Corinteni 6,14; Efeseni5,21-33; Matei 5,31.32; Marcu 10,11.12; Luca 16,18; 1 Corinteni 7,10.11; Exod 20,12; Efeseni 6,1-4; Deuteronom 6,5-9; Proverbe 22,6: Maleahi 4,5.6).

## Lucrarea Domnului Hristos in sanctuarul ceresc
Există un sanctuar în ceruri, adevăratul cort întemeiat de Dumnezeu, nu de om. În el, Domnul Hristos slujește în favoarea noastră, punând la dispoziția credincioșilor binefacerile jertfei Sale de ispășire aduse pe cruce, o dată pentru totdeauna. El a inaugurat activitatea Sa ca Mare Preot și a început lucrarea de mijlocire la data înălțării Sale. În 1844, la sfârșitul perioadei profetice de 2300 de zile, El a intrat în cea de-a doua și ultima fază a lucrării Sale de ispășire. Aceasta este lucrarea judecății de cercetare, care constituie o parte a îndepărtării finale a păcatului, simbolizată prin curățirea vechiului sanctuar iudaic din Ziua ispășirii. În acest serviciu simbolic, sanctuarul era curățit prin sângele animalelor jertfite, însă lucrurile cerești sunt curățite prin jertfa desăvârșită a sângelui și prin meritele lui Isus Hristos. Judecata de cercetare descoperă ființelor cerești cine sunt cei adormiți în Hristos și socotiți vrednici să aibă parte de prima înviere. Ea arată de asemenea, cine dintre cei vii sunt în Hristos, păzind poruncile lui Dumnezeu și credința lui Isus, fiind astfel gata să fie strămutați în Împărăția Sa veșnică. Această judecată stabilește dreptatea lui Dumnezeu în lucrarea de salvare a celor ce cred în Isus. Ea arată că cei care au rămas credincioși lui Dumnezeu vor primi Împărăția. Încheierea acestei lucrări a Domnului Hristos va marca sfârșitul timpului de probă al omenirii, înaintea celei de-a doua veniri (Evrei 8,1-5; 4,14-16; 9,11-28; 10,19-22; 1,3; 2,16.17; Daniel 7,9-27; 8,13.14; 9,24-27; Numeri 14,34; Ezechiel 4,6; Levitic16; Apocalipsa 14,6.7; 20,12; 14,12; 22,12).

## A doua venire a Domnului Hristos
A doua venire a lui Hristos este binecuvântata speranță a bisericii, punctul culminant al Evangheliei. Venirea Mântuitorului va fi literală, personală, vizibilă și mondială. Când El va reveni, morții neprihăniți vor fi înviați și împreună cu cei neprihăniți care vor fi în viată vor fi glorificați și luați la cer, iar cei nelegiuiți vor muri. Împlinirea celor mai multe profeții, împreună cu situația actuală din lume, arată că venirea lui Hristos este iminentă. Timpul acestui eveniment nu a fost descoperit, de aceea suntem îndemnați să fim gata în orice vreme (Tit 2,13; Evrei 9,28; Ioan 14,1-3; Faptele apostolilor 1,9-11; Matei 24,14; Apocalipsa 1,7; Matei 24,43.44; 1 Tesaloniceni 4,13-18; 1 Corinteni 15,51-54; 2 Tesaloniceni 1,7-10; 2,8; Apocalipsa 14,14-20; 19,11-21; Matei 24; Marcu 13; Luca 21; 2 Timotei 3,1-5; 1 Tesaloniceni 5,1-6).

## Moartea și Învierea
Plata păcatului este moartea. Dar Dumnezeu, singurul care are nemurirea, va da viată veșnică celor răscumpărați. Până în ziua aceea, moartea este o stare de inconștientă pentru toți oamenii. Când Se va arăta Domnul Hristos, Viata noastră, neprihăniții înviați și neprihăniții în viată vor fi glorificați și luați să întâmpine pe Domnul lor. A doua înviere, învierea celor nelegiuiți, va avea loc după o mie de ani (Romani 6,23; 1 Timotei 6,15.16; Ecleziastul 9,5.6; Psalm 146,3.4; Ioan 11,11-14; Coloseni 3,4; 1 Corinteni 15,51-54; 1 Tesaloniceni4,13-17; Ioan 5,28.29; Apocalipsa 20,1-10).

## Mileniul și sfârșitul păcatului
Mileniul este domnia de o mie de ani a Domnului Hristos împreună cu sfinții Săi în ceruri, între prima și a doua înviere. În timpul acesta, morții cei nelegiuiți vor fi judecați. Pământul va fi complet pustiu, fără locuitori, dar ocupat de Satana și îngerii lui. La sfârșitul mileniului, Domnul Hristos, cu sfinții Săi și cu cetatea sfântă, va coborî din ceruri pe pământ. Atunci morții nelegiuiți vor fi înviați și împreună cu Satana și îngerii lui vor înconjura cetatea; dar foc de la Dumnezeu îi va mistui și va curăți pământul. Astfel, universul va fi eliberat pentru totdeauna de păcat și de păcătoși (Apocalipsa 20; 1 Corinteni 6,2.3; Ieremia 4,23-26; Apocalipsa 21,1-5; Maleahi 4,1; Ezechiel 28,18.19).

## Noul Pământ
Pe Noul Pământ, în care va locui neprihănirea, Dumnezeu va pregăti un cămin veșnic pentru cei răscumpărați și un mediu desăvârșit pentru viată veșnică, dragoste, bucurie și pentru a învăța în prezenta Lui. Aici, Dumnezeu Însuși va locui cu poporul Său, iar suferința și moartea nu vor mai fi. Marea luptă va lua sfârșit, iar păcatul nu va mai exista. Toate lucrurile, însuflețite și neînsuflețite, vor declara că Dumnezeu este dragoste. El va domni pentru veșnicie. Amin. (2 Petru 3,13; Isaia 35;65,17-25; Matei 5,5; Apocalipsa 21,1-7; 22,1-5; 11,15).